# Irish Open 1997
Die Irish Open 1997 im Badminton fanden vom 11. bis zum 14. Dezember 1997 in Dublin statt. Auf der IBF-Turnierskala erreichte es die Wertung A.

## Medaillengewinner
| Disziplin    | Gold                              | Silber                             | Bronze                             |
| ------------ | --------------------------------- | ---------------------------------- | ---------------------------------- |
| Herreneinzel | Darren Hall                       | Daniel Eriksson                    | Niels Christian Kaldau             |
| Herreneinzel | Darren Hall                       | Daniel Eriksson                    | Gerben Bruijstens                  |
| Dameneinzel  | Karolina Ericsson                 | Christina Sørensen                 | Johanna Persson                    |
| Dameneinzel  | Karolina Ericsson                 | Christina Sørensen                 | Pernille Harder                    |
| Herrendoppel | James Anderson Ian Sullivan       | Graham Hurrell Peter Jeffrey       | Alastair Gatt David Gilmour        |
| Herrendoppel | James Anderson Ian Sullivan       | Graham Hurrell Peter Jeffrey       | Henrik Andersson Fredrik Bergström |
| Damendoppel  | Pernille Harder Mette Schjoldager | Britta Andersen Christina Sørensen | Lorraine Cole Joanne Wright        |
| Damendoppel  | Pernille Harder Mette Schjoldager | Britta Andersen Christina Sørensen | Ella Miles Sara Sankey             |
| Mixed        | Nathan Robertson Joanne Wright    | Henrik Andersson Jenny Karlsson    | James Anderson Sarah Hardaker      |
| Mixed        | Nathan Robertson Joanne Wright    | Henrik Andersson Jenny Karlsson    | Lars Paaske Mette Schjoldager      |